# Kurt Morhaye
Kurt Morhaye, né à Saint-Trond le 29 mars 1977, est un footballeur belge qui évoluait comme attaquant de pointe. Formé au Saint-Trond VV, il joue dans différents clubs belges tout au long de sa carrière. Il a également été international moins de 20 ans et a participé à la Coupe du monde 1997 dans cette catégorie puis international espoirs. Il est retraité depuis 2008.

## Carrière
Natif de Saint-Trond, c'est tout naturellement que Kurt Morhaye s'affilie dès son plus jeune âge au club de sa ville. Il y effectue toute sa formation et est intégré au noyau professionnel en 1994, après la remontée du club en première division. Il dispute son premier match le 18 mars 1995, en montant au jeu à cinq minutes de la fin à l'occasion d'un déplacement au Lierse. Il inscrit son premier but deux mois plus tard, à domicile contre le FC Malines. Pleinement intégré dans l'équipe première à partir de la saison suivante, il est le plus souvent remplaçant et n'entame que huit rencontres comme titulaire. Il conserve son rôle de « joker » lors de la saison 1996-1997, ce qui ne l'empêche pas d'être repris en équipe nationale des moins de 20 ans, où il côtoie de futurs « Diables Rouges » comme Jean-François Gillet, Cédric Roussel ou Carl Hoefkens. Il participe en fin de saison à la Coupe du monde 1997 en Malaisie, où l'équipe sera éliminée en huitièmes de finale par le Brésil. À son retour à Saint-Trond, il est plus souvent titulaire mais n'inscrit que trois buts durant la saison 1997-1998.
Ne parvenant pas à obtenir une place régulière dans l'équipe de base, il est transféré au Germinal Ekeren. Il participe pour la première fois à une compétition européenne, la Coupe UEFA. Il dispute son premier match avec son nouveau club à l'occasion du premier tour préliminaire contre le FK Sarajevo, au cours duquel il inscrit deux buts. Titulaire en attaque aux côtés de Wesley Sonck, il dispute sa meilleure saison en inscrivant un total de treize buts, toutes compétitions confondues. Le club déménage ensuite au Kiel et attire de nombreux renforts. Morhaye perd sa place dans le onze de base et manque la fin de saison à cause d'une blessure.
Relégué dans le noyau B, il est prêté en septembre 2000 à Heusden-Zolder, en Division 2. Il y retrouve une place de titulaire et est transféré définitivement en fin de saison. Devenu un joueur indiscutable dans l'attaque limbourgeoise, il participe activement à la montée du club parmi l'élite en 2003. Il entame la saison suivante en tant que titulaire mais perd sa place après cinq rencontres. En janvier, il quitte le club et retourne en D2, au KVK Tirlemont. En trois ans et demi à Heusden, il a disputé 102 rencontres et inscrit 29 buts, ce qui en fait le deuxième meilleur buteur de l'histoire du club, à égalité avec Yve Thys.
Dans la cité sucrière, Kurt Morhaye s'impose rapidement comme un joueur important et entame pratiquement tous les matches dans le onze de départ. Malgré son arrivée, le club ne peut éviter la relégation en troisième division. Il décide néanmoins de rester au club pour l'aider à remonter dans l'anti-chambre de l'élite, sans toutefois y parvenir. En 2006, il décide de se rapprocher de son domicile et s'engage au KSK Tongres, qui milite également au troisième échelon national. Après deux saisons, il met un terme à sa carrière professionnelle en juin 2008.

## Statistiques
| Saison                | Club                  | Championnat           | Championnat | Championnat | Coupe nationale | Coupe nationale | Coupe de la Ligue | Coupe de la Ligue | Compétition(s) continentale(s) | Compétition(s) continentale(s) | Compétition(s) continentale(s) | Total | Total |
| Saison                | Club                  | Division              | M.          | B.          | M.              | B.              | M.                | B.                | Comp.                          | M.                             | B.                             | M.    | B.    |
| 1994-1995             | K Saint-Trond VV      | Division 1            | 3           | 1           | 0               | 0               | 0                 | 0                 | -                              | 0                              | 0                              | 3     | 1     |
| 1995-1996             | K Saint-Trond VV      | Division 1            | 15          | 1           | 4               | 1               | 0                 | 0                 | -                              | 0                              | 0                              | 19    | 2     |
| 1996-1997             | K Saint-Trond VV      | Division 1            | 21          | 2           | 1               | 0               | 0                 | 0                 | -                              | 0                              | 0                              | 22    | 2     |
| 1997-1998             | K Saint-Trond VV      | Division 1            | 24          | 2           | 3               | 1               | 2                 | 0                 | -                              | 0                              | 0                              | 29    | 3     |
| Sous-total            | Sous-total            | Sous-total            | 63          | 6           | 8               | 2               | 2                 | 0                 | -                              | 0                              | 0                              | 73    | 8     |
| 1998-1999             | Germinal Ekeren       | Division 1            | 31          | 6           | 1               | 0               | 3                 | 4                 | C3                             | 4                              | 3                              | 39    | 13    |
| 1999-2000             | GB Anvers             | Division 1            | 2           | 0           | 1               | 0               | 1                 | 0                 | -                              | 0                              | 0                              | 4     | 0     |
| Sous-total            | Sous-total            | Sous-total            | 33          | 6           | 2               | 0               | 4                 | 4                 | -                              | 4                              | 3                              | 43    | 13    |
| 2000-2001             | Heusden-Zolder SK     | Division 2            | 15          | 3           | 0               | 0               | 0                 | 0                 | -                              | 0                              | 0                              | 15    | 3     |
| 2001-2002             | Heusden-Zolder SK     | Division 2            | 37          | 14          | 1               | 0               | 0                 | 0                 | -                              | 0                              | 0                              | 38    | 14    |
| 2002-2003             | Heusden-Zolder SK     | Division 2            | 36          | 11          | 1               | 0               | 0                 | 0                 | -                              | 0                              | 0                              | 37    | 11    |
| 2003-2004             | Heusden-Zolder SK     | Division 1            | 11          | 0           | 1               | 1               | 0                 | 0                 | -                              | 0                              | 0                              | 12    | 1     |
| Sous-total            | Sous-total            | Sous-total            | 99          | 28          | 3               | 1               | 0                 | 0                 | -                              | 0                              | 0                              | 102   | 29    |
| 2003-2004             | KVK Tirlemont         | Division 2            | 10          | 2           | 0               | 0               | 0                 | 0                 | -                              | 0                              | 0                              | 10    | 2     |
| 2004-2005             | KVK Tirlemont         | Division 3            | 29          | 9           | 2               | 0               | 0                 | 0                 | -                              | 0                              | 0                              | 31    | 9     |
| 2005-2006             | KVK Tirlemont         | Division 3            | 25          | 4           | 1               | 0               | 0                 | 0                 | -                              | 0                              | 0                              | 26    | 4     |
| Sous-total            | Sous-total            | Sous-total            | 64          | 15          | 3               | 0               | 0                 | 0                 | -                              | 0                              | 0                              | 67    | 15    |
| 2006-2007             | KSK Tongres           | Division 3            | 25          | 6           | 2               | 0               | 0                 | 0                 | -                              | 0                              | 0                              | 27    | 6     |
| 2007-2008             | KSK Tongres           | Division 3            | 26          | 3           | 2               | 0               | 0                 | 0                 | -                              | 0                              | 0                              | 28    | 3     |
| Sous-total            | Sous-total            | Sous-total            | 51          | 9           | 4               | 0               | 0                 | 0                 | -                              | 0                              | 0                              | 55    | 9     |
| Total sur la carrière | Total sur la carrière | Total sur la carrière | 280         | 64          | 20              | 3               | 6                 | 4                 | -                              | 4                              | 3                              | 310   | 74    |